# Pouzdřany (przystanek kolejowy)
Pouzdřany – przystanek kolejowy w Pouzdřanach, w kraju południowomorawskim, w Czechach. Znajduje się na wysokości 180 m n.p.m. Położony jest w północno-wschodniej części miejscowości, przy skrzyżowaniu dróg nr 4205 i 4206.
Jest zarządzany przez Správę železnic. Na przystanku nie ma możliwości zakupu biletów, a obsługa podróżnych odbywa się w pociągu.

## Linie kolejowe
- 250 Havlíčkův Brod - Brno - Kúty